# Fitzroy Simpson
Fitzroy Simpson (Bradford-on-Avon, Inglaterra, 26 de febrero de 1970) es un exfutbolista de Jamaica nacido en Inglaterra que jugaba en la posición de centrocampista.

## Carrera

### Club
| Periodo   | Club                       | Apariciones | Goles |
| --------- | -------------------------- | ----------- | ----- |
| 1988-1992 | Swindon Town FC            | 105         | 9     |
| 1992-1995 | Manchester City FC         | 72          | 4     |
| 1994      | → Bristol City FC (cedido) | 4           | 0     |
| 1995–1999 | Portsmouth FC              | 148         | 10    |
| 1999–2001 | Hearts                     | 17          | 0     |
| 2001      | → Walsall FC (cedido)      | 10          | 1     |
| 2001–2003 | Walsall FC                 | 53          | 3     |
| 2003–2004 | Telford United FC          | 31          | 0     |
| 2004–2005 | Linfield FC                | 6           | 0     |
| 2005–2007 | Havant & Waterlooville FC  | 31          | 0     |
| 2007–2008 | Eastleigh FC               | 9           | 0     |

### Selección nacional
A pesar de haber nacido en Inglaterra, decidió representar a Jamaica, con la que debutó el 29 de junio de 1997 en la victoria por 3-0 sobre Cuba en un partido amistoso en Kingston y su primer gol internacional lo anotó el 8 de julio de 1997 en la victoria por 2-0 sobre Antigua y Barbuda en St. John's por la Copa del Caribe de 1997. Su retiro internacional fue el 30 de abril de 2003 en el empate 0-0 ante Sudáfrica en un partido amistoso en Ciudad del Cabo.
Jugó 43 partidos internacionales y anotó tres goles; participó en la Copa Mundial de Fútbol de 1998 donde fue el capitán en el partido ante Japón y en la Copa de Oro de la Concacaf 1998.
| N.º | Fecha    | Sede                                                       | Rival             | Marcador | Resultado | Torneo                          |
| --- | -------- | ---------------------------------------------------------- | ----------------- | -------- | --------- | ------------------------------- |
| 1   | 6-7-1997 | Antigua Recreation Ground, St. John's, Antigua y Barbuda   | Antigua y Barbuda | 1–0      | 2–0       | Copa del Caribe de 1997         |
| 2   | 9-2-1998 | Los Angeles Memorial Coliseum, Los Angeles, Estados Unidos | El Salvador       | 1–0      | 2–0       | Copa de Oro de la Concacaf 1998 |
| 3   | 2-7-2000 | Independence Park, Kingston, Jamaica                       | Cuba              | 1–1      | 1–1       | Amistoso                        |